# Burgstall Schönegg
Der Burgstall Schönegg, auch als Burgstall Thankirchen bezeichnet, ist eine nicht fertiggestellte Höhenburg auf 717 m ü. NHN 950 m westlich von Schönegg und 550 m östlich der Filialkirche St. Katharina von Thankirchen, beides Gemeindeteile der Gemeinde Dietramszell im Landkreis Bad Tölz-Wolfratshausen in Bayern. Er wird als Bodendenkmal unter der Aktennummer D-1-8135-0005 als „unvollendetes Grabenwerk des frühen oder hohen Mittelalters“ geführt.

## Beschreibung
Das begonnene früh- bis hochmittelalterliche Grabenwerk sollte wohl zur Anlage einer Burg dienen. Der Graben, der die Geländekuppe vom nach Süden hin anschließenden Hang abtrennen sollte, wurde nicht vollendet. Die in etwa ovale Anlage besitzt eine  Breite von 50 m in Ost-West-Richtung und eine Länge von 65 m in Nord-Süd-Richtung. In Ost-West-Richtung steigt sie um 3 m an, nach Norden fällt sie um 7 m ab. Sie liegt in einem Waldgebiet und auf einem nach Südwesten gerichteten Bergsporn. Von der ehemaligen Burganlage ist historisch nichts überliefert.